# 金山緑地公園
金山緑地公園（かなやまりょくちこうえん）は、東京都清瀬市中里にある市立公園。

## 概要
1986年5月に開園。所在地は東京都清瀬市中里四丁目650。
園内には福島県三春町から移植されたシダレザクラ、ケヤキなどの樹木が植えられており、広さは約19,943㎡。
また、園内にある池は2020年4月12日放送のテレビ東京の『緊急SOS!池の水ぜんぶ抜く大作戦』の撮影が行われ、ミシシッピアカミミガメなどの外来種の駆除がされている。
公園のすぐ南側には柳瀬川が流れており、その河原では休日や連休時にはバーベキューを楽しむ家族連れやグループで賑わう。原則として自由にバーベキューを行えるが、本格的なバーベキュー場ではないため、炊事場、水道、ゴミ箱の類は存在しない。

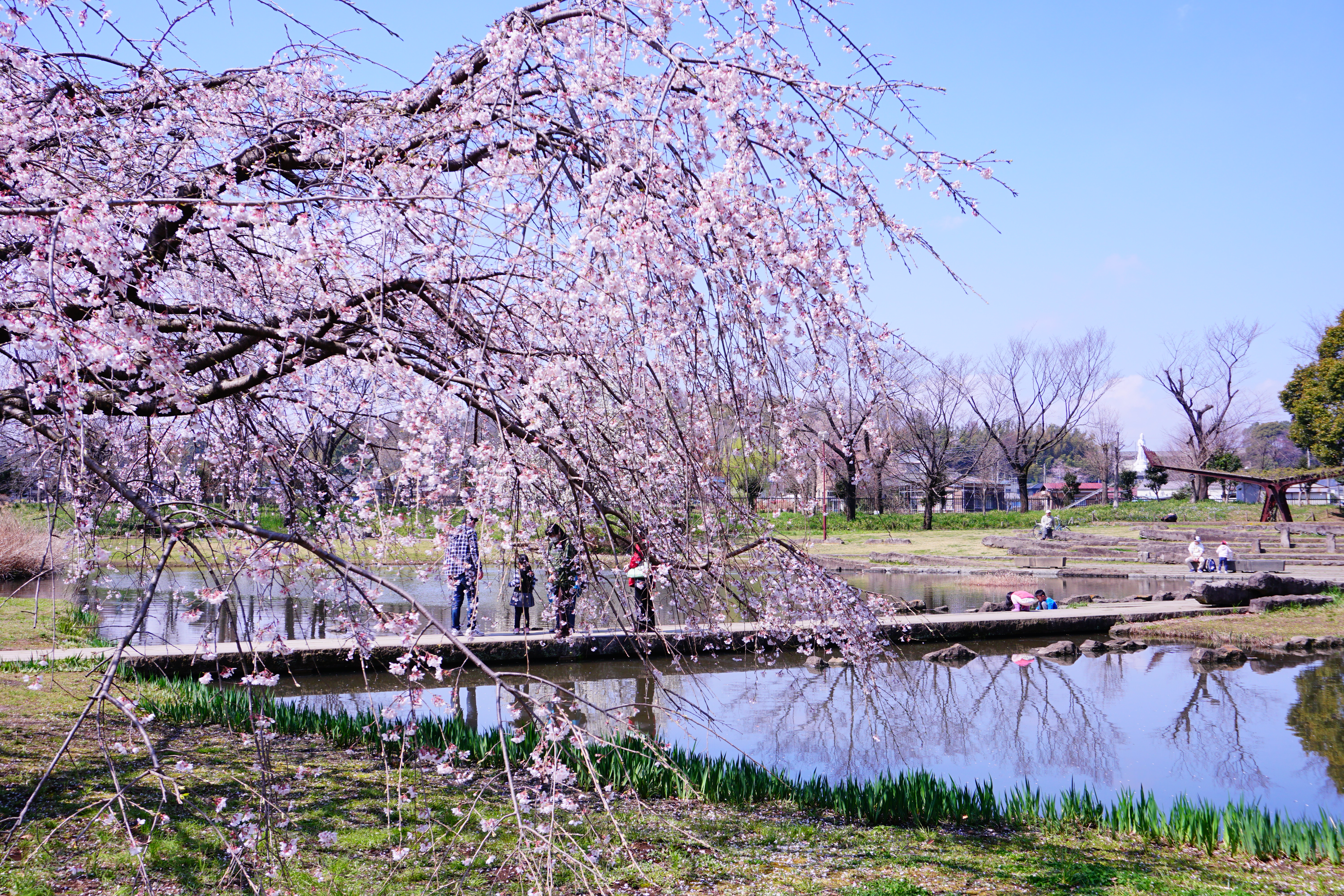
園内のシダレザクラ。

## アクセス
西武池袋線清瀬駅北口から西武バス「台田団地」行き、または「志木駅南口」行きで「下田」バス停下車すぐ。
駐車場あり。(有料)